# Skriðuklaustur
Skriðuklaustur er en gård i dalen af Fljotsdalur i Island. Det var hjemsted for forfatteren Gunnar Gunnarsson og blev bygget i 1939, tegnet af den tyske arkitekt Fritz Höger, der var ven med Gunnarsson. Huset er i dag et museum for Gunnarsson. Et besøgscenter for Vatnajökull National Park ( på islandsk Vatnajökulsþjóðgarður) ligger ved siden af Skriðuklaustur som hedder Snæfellsstofa.
Höger tegnede en europæisk herregård med stald til 1500 får, heste, køer, svin og fjerkræ, samt udhuse til maskiner og biler. Selve beboelseshuset blev bygget i 1939 og var på 325 m2, og var kun en lille del af de planlagte bygninger, der var planlagt 2800 m2 bygninger. Gunnarsson drømte om et storlandbrug på Skriðuklaustur, men det blev aldrig stort. På sit højdepunkt i 1947 var der 360 får, fem køer, lidt kvæg og svin samt fjerkræ på gården.
Fra 1948 til 1990 drev staten en forsøgsstation for landbrug på Skriðuklaustur. Fra 2000 har stedet været et kulturcenter med gæstelejligheder til forfattere, kunstnere og forskere.
Nedenfor Gunnarssons hus findes klosterruiner. Disse blev udgravet fra 2002 og 10 år frem.